# Marcheno
Marcheno är en ort och kommun i provinsen Brescia i regionen Lombardiet i Italien. Kommunen hade 4 289 invånare (2018).